# Stazione di Sant'Anna-Robella
La stazione di Sant'Anna-Robella è una fermata ferroviaria posta sulla linea Chivasso-Asti, al servizio prevalentemente della località di Robella, sita nel territorio comunale di Montiglio Monferrato, priva di traffico dal 2011.

## Storia
La fermata di Sant'Anna-Robella venne attivata nel 1937.
Dal 2001 la gestione dell'intera linea, e con essa quella della fermata di Sant'Anna-Robella, passò in carico a Rete Ferroviaria Italiana la quale ai fini commerciali classifica l'impianto nella categoria "Bronze".
Essa rimase senza traffico dal 1 settembre 2011 per effetto della sospensione del traffico sulla linea, a causa deil'instabilità alla galleria di Brozolo, che necessitava di ingenti interventi strutturali per la messa in sicurezza. Tale sospensione fu rimarcata definitivamente dal 17 giugno 2012 per decisione della Regione Piemonte che, considerata la sua pesante situazione economico-finanziaria non intese avviare un programma di valorizzazione del trasporto su ferro a differenza della confinante Lombardia, decretando la sospensione dei contratti di servizio su numerose linee secondarie di propria competenza.
In vista della riapertura della linea a scopi turistica, il 15 maggio 2022 la fermata vide transitare per la prima volta dopo un decennio un treno speciale, composto da due automotrici ALn 668, che effettuò una corsa prova nel tratto tra Chivasso e Montiglio.
Dal 2 ottobre 2022, in occasione della "Fiera Nazionale del Tartufo" a Montiglio, è stata inaugurata la riapertura della linea come ferrovia turistica e nella fermata è transitato il treno vapore proveniente da Torino, trazionato fino a Chivasso con locomotore elettrico.

## Strutture e impianti
La fermata è dotata del solo binario di corsa della linea ferroviaria. Essa dispone di un fabbricato viaggiatori su due piani.

## Movimento
La stazione era servita da treni regionali di Trenitalia fino al 1º settembre 2011, giorno in cui è stato sospeso il traffico sulla linea per problemi infrastrutturali e sostituito da autocorse, mentre la definitiva sospensione è avvenuta dal 17 giugno 2012 per decisione della Regione Piemonte.